# Дзевкув
Дзевкув (пол. Dziewków) — село в Польщі, у гміні Клімонтув Сандомирського повіту Свентокшиського воєводства.
Населення — 58 осіб (2011).
У 1975-1998 роках село належало до Тарнобжезького воєводства.

## Демографія
Демографічна структура на день 31 березня 2011 року:
|          | Загалом | Допрацездатний вік | Працездатний вік | Постпрацездатний вік |
| -------- | ------- | ------------------ | ---------------- | -------------------- |
| Чоловіки | 28      | 9                  | 16               | 3                    |
| Жінки    | 30      | 7                  | 15               | 8                    |
| Разом    | 58      | 16                 | 31               | 11                   |